# シークレッツ・オブ・ザ・ビーハイヴ
『シークレッツ・オブ・ザ・ビーハイヴ』（Secrets of the Beehive）は、デヴィッド・シルヴィアンのソロ3作目となるスタジオ・アルバム。
坂本龍一、デヴィッド・トーン、マーク・アイシャム、スティーヴ・ジャンセンらが参加している。ジャケット・デザインはナイジェル・グリーソンが担当した。アコースティック楽器を多用した作品。リリース後には日本公演を行っている。

## 収録曲
全曲、デヴィッド・シルヴィアン作曲。その他は下記参照。
1. 9月 - "September"
2. 銃を持った少年 - "The Boy With the Gun"
3. マリア - "Maria"
4. オルフェウス - "Orpheus"
5. ザ・デヴィルズ・オウン - "The Devil's Own"
6. 詩人が天使を夢見る時 - "When Poets Dreamed of Angels"
7. 母と子 - "Mother And Child"
8. レット・ザ・ハピネス・イン - "Let the Happiness in"
9. ウォーターフロント - "Waterfront"

### オリジナルCDボーナストラック
1. 禁じられた色彩 - "Forbidden Colours" (坂本龍一、シルヴィアン)

※2003年にデジタル・リマスター盤として再発された際、「禁じられた色彩」に替えて「プロミス」（Promise）が挿入された。